# ホテル尾花
ホテル尾花（ホテルおばな）は、奈良県奈良市にあるホテル（シティホテル）。
1981年（昭和56年）の開業から2020年（令和2年）までの名称はホテルサンルート奈良（ホテルサンルートなら）。東側には奈良ホテルがある。

## 前史

### 尾花劇場

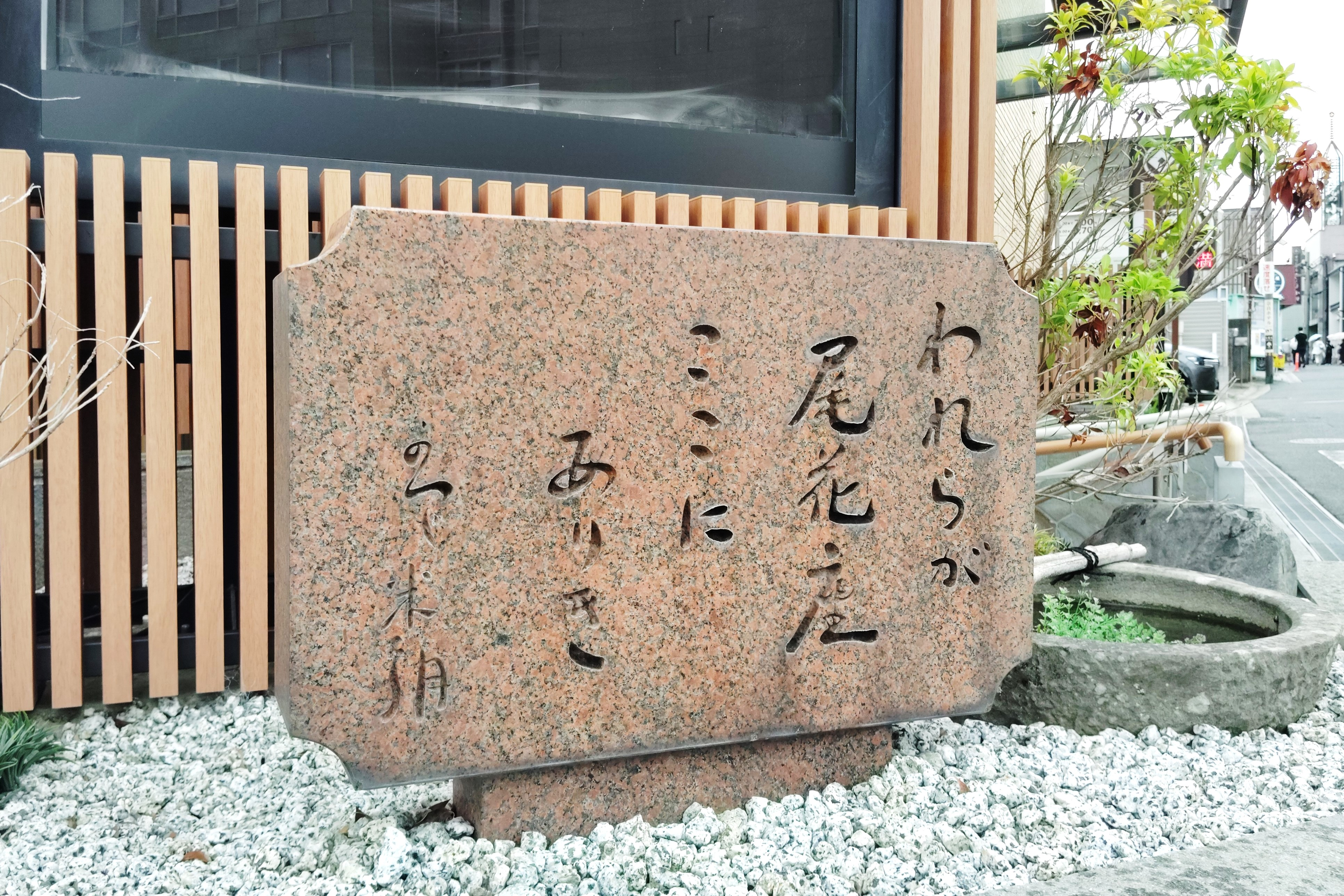
石碑「われらが尾花座ここにありき」

明治時代から中野家は大阪市の戎橋筋で旅館を経営しており、大正時代になって活動常設館（映画館）の経営に進出した。最盛期の中野家は20館もの映画館を経営する一大興行主だった。
1909年（明治42年）10月23日、奈良市に完成した芝居小屋の尾花座は初代市川右團次一座を招いてこけら落とし興行を行った。地下の日本料理おばなには尾花座の扁額が掲げられている。奈良町史料保存館はこけら落とし興行の成功を祈念した奉献額を所蔵している。1920年（大正9年）、中野家は尾花座を買収して活動常設館の尾花劇場とし、2代目の中野平兵衛が尾花劇場を経営した。3代目の中野正夫は奈良市議会議員や奈良市議会議長を務めた人物である。
戦後の1946年（昭和21年）1月に『愛染かつら』をリバイバル上映した際には大ヒットし、その行列は猿沢池まで、約400メートルにも達した。4代目の中野重宏は旧制奈良中学校から岡山市の旧制第六高等学校に進学したが、太平洋戦争中の岡山空襲で校舎や寮が焼失したことでこの時には実家に戻っており、大阪府堺市から尾花劇場までフィルムの輸送を担った。その後、中野重宏は大阪大学の学生時代から尾花劇場の経営を任せられた。
映画産業が斜陽化すると、映画の上映と歌謡ショーなどを交互に行う興行も行い、島倉千代子を招いた際には一日に4000人も詰めかける大入りだった。尾花劇場では長らく松竹作品を上映していたが、1966年（昭和41年）には洋画専門館に転向した。1977年（昭和52年）に向かいにあった奈良市役所が移転したことも客足に響いた。1979年（昭和54年）11月4日、尾花劇場はスタンリー・キューブリック監督作『時計じかけのオレンジ』を最後に閉館した。

## 歴史

### ホテルサンルート奈良

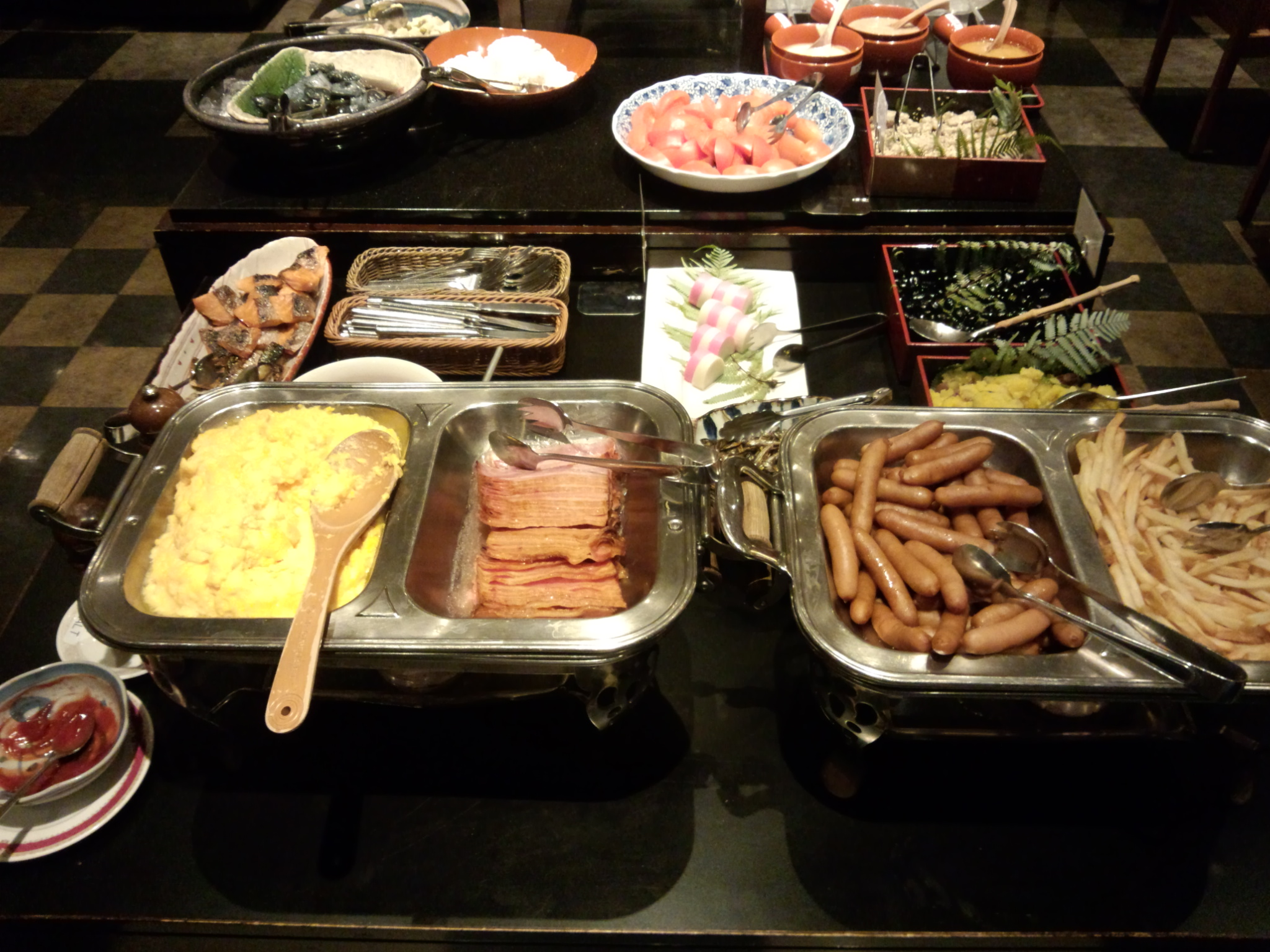
朝食バイキング

1981年（昭和56年）3月9日、中野重宏は尾花劇場の跡地にホテルサンルート奈良を開業させて宿泊業に転向した。相鉄ホテルマネジメントによるサンルートホテルチェーンのフランチャイズである。当初の客室数は95室であり、収容人員は154人だった。投資に見合う客室数は120室だったが、奈良市の都市計画における高さ制限（15m高度地区）を受けていたことで95室しか確保できなかった。施工は日本国土開発。
ホテル開業後、有志らによる募金なども用いて尾花座の顕彰碑が建立され、落語家の桂米朝の揮毫で「われらが尾花座ここにありき」と刻まれた。1993年（平成5年）に公開された映画『学校』の奈良ロケの際には、出演した田中邦衛、西田敏行、竹下景子らがホテルサンルート奈良に宿泊した。株式会社ホテルサンルート奈良社長の中野重宏は奈良経済同好会の代表幹事なども務めた。
2007年（平成19年）にNPO法人なら国際映画祭実行委員会が設立されると、5代目の中野聖子が理事に就任し、2010年（平成22年）8月になら国際映画祭が初開催された。2011年（平成23年）には中野聖子が中野重宏の跡を継いで株式会社ホテルサンルート奈良の代表取締役社長に就任した。2017年（平成29年）、中野聖子はNPO法人なら国際映画祭実行委員会の理事長に就任した。
2012年（平成24年）にはなら国際映画祭に合わせて尾花座復活上映会を初開催し、2020年（令和2年）まではなら国際映画祭に合わせて隔年で開催した。2019年（令和元年）に公開された周防正行監督の『カツベン!』は尾花劇場をモデルの一つとしており、2020年（令和2年）の尾花座復活上映会では『カツベン!』が上映された。

### ホテル尾花
サンルートホテルチェーンとの契約満了を機に、2020年（令和2年）6月1日にはホテル尾花に改称した。改称の際には尾花劇場時代を知る年配者を中心に大きな反響があったとされる。

## 施設
地上5階建てであり、2階から5階に計91室の客室を有する。
部屋数
- 91室（すべて洋室）

部屋の種類
- シングルルーム - 30室。
- ツインルーム - 57室。
- デラックスツインルーム - 2室。
- スーペリアツインルーム - 2室。